# Wyrbowo (obwód Widyń)
Wyrbowo (bułg. Върбово) – wieś w północno-zachodniej Bułgarii, w obwodzie Widin, w gminie Czuprene. Według danych szacunkowych Ujednoliconego Systemu Ewidencji Ludności oraz Usług Administracyjnych dla Ludności, 15 grudnia 2018 roku miejscowość liczyła 93 mieszkańców.

## Geografia
Miejscowość ta położona jest w zachodniej części gór Starej Płaniny. 12 km od Bełogradczika i 65 km od Widinu. Znajduje się 3 km od granicy z Serbią.

## Zabytki
- stara cerkiew, z odnowionymi freskami
- pomnik ofiar w powstaniu przeciw ekspansi Turków
- dwa szlaki turystyczne prowadzące po tutejszych górach